# ゆめの守人
『ゆめの守人』（ゆめのもりびと）は、潮見知佳による日本の漫画作品。

## 概要
前作『らせつの花』の続編であり、『別冊花とゆめ』（白泉社）にて2014年（平成26年）7月号から2016年3月号まで連載された。単行本は「花とゆめCOMICS」より刊行され、全4巻。
話数カウントは当初は「第○回」だったが、途中から「第○話」に変更された。

## あらすじ
父・天川光一郎と幼馴染・岩月九竜を失った年、天川緋一郎には救えなかった人間がもう1人いた。それは厄介者扱いされ、自身でも頼ることを諦めてしまい生け贄にされた風間ゆめという名の女の子だった。8年後、再訪した山奥の村の祠で緋一郎は獄界の蝶の封印として眠りを強いられる彼女を起こし自宅に連れ帰った。獄界の蝶を封じるためとはいえ稚拙な術で数えきれない女性を犠牲にし、孤独と狂気の果てに死なせた太古の術者に激怒した緋一郎の戦いが始まった。徐々に激しさを増す戦いの中で、父と友人を失った当時の緋一郎の苦悩をゆめは感じ取り、徐々に彼に想いを寄せてゆく。そして、前作でスタッフだった星野夜行、相談者の1人だった夜行の友人の弟・天道大も参戦する。
『ゆららの月』、『らせつの花』に続く、浄霊ロマンス第3弾。

## 登場人物

### 主要人物
風間ゆめ（かざま - ）
本作の主人公。18歳。無自覚だが、非常に強力な霊力を有する巫女の資質を備えており、少しずつ自身の中の「黒い蝶」（獄界の蝶）を「白い蝶」（天界の蝶）に変えてゆく。村の岩神様の生贄として洞窟に封印の眠りに就かされていたが、8年ぶりに訪れた緋一郎に起こされた。父親を知らずシングルマザーの母親により村に置き去りにされ、遠縁の家で爪はじきにされながら暮らしていた。神託とはいえ、身寄りがいないから都合が良いと贄の巫女というスケープゴートにされた。緋一郎に起こされ、彼の自宅で暮らし始める。肉体は18歳でも眠りに就かされていたので精神の成長が止まっており、心は10歳の女の子のままだった。しかし、徐々に自我が成長を始めており、1ヶ月少々経った第7話では内面が14歳くらいに成長しており、更に年齢相応の高校生くらいの精神年齢になる。
初めて事務所に連れて行って貰った際、抱きしめて心を視るのを仕事とはいえ誰にでもやっていることを知りショックを受ける。それ以来、それをされることを嫌がるようになる。それでも会話まで避けるのは間違っていると葵に諭されたこともあり、コミュニケーションの復活を決意した。事務所からの帰りに羅雪に誘われて寄り道するが、はぐれて夜行に保護された際、2人のことを素敵だなと思いプラスの感情に満たされてフワフワした気分で緋一郎のことを考えていたため、白い蝶の群れに包まれて自身を捜す車中にいた緋一郎の隣に移動した。何も要らないから緋一郎のそばにいたいと願うが、当の彼に寄り添って生きる意思がないことを術者に告げられ、絶望と孤独に苛まれてしまう。しかし、緋一郎の自身に対する愛を知った時、初めてお互いの想いを伝え抱き合うのだった。そんな矢先、術者との対決に赴いた緋一郎の窮地に気づき、自らの意志で眠りに就くことを選んでしまう。自身の中の緋一郎の蜘蛛を介して彼の想いと記憶を見つめ、8年もかけて強制された贄としての眠りから起こしてくれた緋一郎の心と8年を無駄にしてしまったこと、彼の守ろうとした自分自身を蔑ろにしたことを悟り、心を飛翔させた緋一郎の想いに抱きしめられる。自身で蝶の力を操れるようになり、緋一郎の許に戻って来た。
天川緋一郎（あまかわ ひいちろう）
浄霊を請け負う天川緋一郎事務所の所長。26歳。高い霊能力を備えるも実の母親に疎まれて自身を愛せずに育ち、物ぐさで自宅か事務所に引き籠もって所員を動かし他人任せで自身は動かないのが殆どである。相手を抱きしめることで心を視る。事務所を訪れる客の中には抱いて貰うことが目的の女性もいるが、嫌がる女性もいて、他に意中の相手がいる場合でも拒絶し、男性だと葵を除いて完全に拒絶する。無趣味で父・光一郎に合わせて葵が会得した「渋い趣味」は何一つやらなかったが、いつの間にか覚えて将棋を指して葵に負ける姿があった。
悪霊との初戦で父・光一郎と九竜を失った8年前、巫女として強力な霊力を有する少女・風間ゆめを救い生贄の風習を断ち切るべく父と共に問題の村を訪れたが、式神の蜘蛛をゆめに寄り添わせるだけで去らねばならなかった。悪霊を倒して半年後、ゆめを眠りから起こして式神の糸を使って彼女の中の獄界の蝶を縛った上で自宅に保護し出血大サービスで守る戦いに臨むことになる。ゆめの心の成長は早すぎて心を捕まえたと思ってもすり抜けて蝶の如くヒラヒラと舞い踊るように掴みかね、予測できないことが増えてゆく現状に悩んでいる。それでも何重もの結界と蝶を拘束するための糸と念を入れて守りを施し、ゆめを守っている。
一人っ子なので年少者とのふれあいとは無縁であるため、ゆめにどう接して良いか勝手がわからず苦戦する。抱きしめて相手の心を視る能力を使わず、話を聞こうとしても霞の如き精神力で頓挫してしまう。人使いの荒さは相変わらずで、前作で羅雪の母親に憑依した悪霊を祓うため、自分自身が出向かずに夜行と九竜を差し向けた際に断ろうとした夜行に"明日は通夜かねぇ。"とさらりと不吉な言葉を漏らして嫌々でも向かわせた。そのあくどさは本作でも健在であり、事務所を辞めた夜行に仕事をさせている。
成長して自分自身で立つことが出来るようになれば、ゆめに守人は不要になるので10歳の少女のままでいて欲しいと願い、年齢相応の精神年齢に成長した彼女の心に適応できずにいる。父と親友を失った8年前、他者に対する思い遣りを喪失したが、周囲に裏切られ封印の眠りに就かされてもゆめが失わぬことを知り、彼女を愛するようになっていた。眠りに就いてしまったゆめを眷属の蜘蛛を介して呼びかけ、再びの覚醒を求める。
空木葵（くぎ あおい）
天川緋一郎事務所のスタッフ兼天川家の家政夫。霊力は0。童顔だが、緋一郎より5歳年下で羅雪より1歳年上の21歳。4人兄妹の長男で、緋一郎の元にいる。新しい妹が出来たみたいだと"ほんわかパワー"全開でゆめを可愛がる。緋一郎の父・光一郎と友人・九竜の死から2年後、長男が家を継ぐと災厄に見舞われる呪詛をかけられた家系ゆえに家を出て緋一郎の元にやって来て同居するようになった。生を受けた時、父親が緋一郎の父・光一郎に相談して念のために家を継がずに未成年の内に家を出るようにするよう言われ、霊力が無くて視えないのでそれ以外のことをと将棋・囲碁・生け花・書道・茶道等々と緋一郎曰く「渋い趣味」を習得して中学卒業後に天川家にやって来た。部活は家庭科部とかのイメージだが、天川家に来る前の中学時代、身長が欲しくてバスケ部に所属していた。青空のように他人を癒す存在。心を覗き見る能力を大抵の人間は嫌がるのに何故か抱きしめて貰いたいという願望があるが、こっそり視た緋一郎に一向に抱きしめて貰えないため、事務所で抱きしめられる客に嫉妬してしまう。ゆめの心を安定させなければいけないのに口と耳で会話をする努力が続かない緋一郎に思わず嫌味を呟くが、4人兄妹のお兄ちゃんゆえにゆめにも口で言わないと誰にだって伝わらないと諭す。
但し、コミックス第2巻の「こぼれ話」⑤ - ⑧で誕生から同居の経緯と呪いについて緋一郎に尋ねる光景が描かれたが、光一郎が呪いはなんとかしておくとは言っていたものの長男が家を出ねばならない呪いの原因と解呪されたかについては未だに不明である。かなり鈍感で緋一郎のことは的確に指摘するが、自身が雅に好意を寄せられていることには全然気づいていない。眠ってしまったゆめは誰よりも幸せになるべきだと嘆き、滂沱と流れる涙を止めることが出来なかった。そんな時に励ましてくれた雅と支え合うようになり、いつの間にか周囲も羨む幸せカップルと呼ばれるようになる。

### 天川緋一郎事務所
虹村雅（にじむら みやび）
天川緋一郎事務所の電話番。葵に片想いであるため、ゆめに嫉妬する。元は銀行員だったが、突如として別人の声で喋ることを周囲に気味悪がれて苦しんでいた。本作では銀行を辞めて電話番として事務所に務めるが、実は霊や念と繋がりやすく増幅させて画像と音声を届ける霊的通信機という特殊能力を買われてのことである。葵に嫌われるのではないかと銀行を辞めた原因を知られることを気に病むが、元々はそういったことも含めて携わる類の事務所であるので杞憂に過ぎなかった。
葵が誰かを好きなってしまわないかとヤキモキする。自身では告白しようとせずにさり気なく何かをふって気づいて貰おうとすが、遠まわしすぎて鈍感な葵には通じないことが悟れない。無自覚の特殊能力ゆえに気味悪がられた過去ゆえに葵の優しさに癒されていたが、優しいから葵が好きなのか、葵自身が好きなのかが不明瞭であることを羅雪に指摘されて当初は憤慨するも事実であることに気づきショックを受ける。自棄になって事務所を辞めようかと思った矢先、それを察していた羅雪に自棄にならないようにとメールが届く。
日向羅雪（ひゅうが らせつ）
前作『らせつの花』の主人公。20歳。誕生日は11月2日。天川緋一郎事務所に所属する、強い霊能力を備えた少女。前々作『ゆららの月』の主人公・ゆららとは彼女の守護霊ゆららの妹の子孫同士であるため、遠縁に当たり容貌も似ている。甘い食べ物を除霊のエネルギー源とし、頻繁に大量のケーキを食べている。前々作でゆららの守護霊と両想いだった過去を持ち、図書館に戻った元同僚の星野夜行と恋仲である。
ゆめに覚醒を促すため、所長命令で甘い物断ちを強いられてミイラ寸前に干からびかけるが、ゆめの力で癒される。嘗て、前作で悪霊に狙われる恐怖から緋一郎に縋り、助かりたい一心で恋人を探した自身の過ちゆえに雅を案じており、優しい人に優しくされたいからだとしたら相手を利用しているだけになると諭し、自力で立てるようにと愛の鞭を。
天道大（てんどう だい）
羅雪の恋人・夜行の高校時代の友人で火を操る能力を持つ天道明（てんどう めい）の2人の弟の内、下の弟。前作の高校時代に恋人を失った悲しみから悪霊の群れを呼び寄せてしまい死にかけたが、恋人の必死の懇願と羅雪により助かった。大学生になり、事務所でバイトをしている。霊視や浄霊の力は無くて力仕事専門である。第7話、ゆめをもう1度贄として眠らせようとする術者の霊に右眼を媒介に憑依された。自身が憑依されていたことは自覚皆無であり、教えられても実感はなかった。女の子なら誰でも声をかけるチャラ男。

### その他
天川光一郎（あまかわ こういちろう）
緋一郎の父。ゆめの一つ前の夢の中で贄の巫女だった女性の一人に懇願され、生け贄の風習をやめさせるべく村を訪れるも不可能だった。その後、羅雪が襲われる1年前の悪霊との戦いで絶命した。物ぐさで我が儘な息子の扱いが上手で、緋一郎を騙して彼を動かす唯一の存在だった。夢告（夢の中のお告げ）は百発百中であり、絶対に外れない。ゆめの夢を訪れ、術者の霊による襲撃を緋一郎に伝えた。葵の生家の呪いについて対処したかは不明である。
術者
ゆめに至る巫女を封印の眠りに就かせて生贄にする術を施した術者。複数。高級霊で天界にいる。ゆめが起こされたことを知り、大に憑依したりして再びゆめを封印の眠りに就かせようと企む。その時代では正義だが、緋一郎の定義する正義とは相容れないため、激しく衝突することになる。ゆめに自身で眠りに就こうとするように仕向けるべく、緋一郎に共に生きる意思が無いことを彼女に告げる。それによる犠牲を意に介さず、ただ世界が守られれば良いという考え。
星野夜行（ほしの やこう）
水を操る霊能者。図書館の司書。羅雪の恋人。本をこよなく愛し、粗末にする奴は秘技"畳返し"でお仕置きする。前作で無理矢理事務所のスタッフにされて働いていたが、最終話で元の職場に戻った。九竜の言霊で館長が操られてクビにされたのだが、書類上は継続して勤務していることになっていた。第9話で羅雪とはぐれたゆめを保護し、彼女の瞬間移動を目撃する。羅雪から事情を聞き、いつでも手伝うと緋一郎に告げた。
傍若無人に蹴散らし怖いもの知らずで叶わないことはないように見えるが、異性や恋愛問題に関しては災難に見舞われてきた。一方的に押しかけ彼女を目論んで少女の群れが突撃して好みも何もなかったばかりか、中学生になるとストーカーまで出現する有様だったため、初恋を前々作『ゆららの月』の主人公・月輪ゆららに恋したつもりで実際は彼女の同名の守護霊ゆららの影響による姿に惹かれたことを彼女自身とその恋人であり友人の天道明に蔑視されたこともあり、最終的に守護霊のゆららに恋していたことを漸く悟るが、いくら恋心が募っても未来の無い恋だった初恋を抱きしめて他者との交流を避けていた時期があった。真に愛することを知ったため、ゆめにアドバイスするのだった。白い蝶（=天界の蝶）が増え続けて緋一郎の結界も限界に近づいていることを察し、彼とゆめの行く末を案ずる。超鈍感なのは相変わらずで、ゆめが犠牲になることなく解決して羅雪の誕生日に葵と雅がカップルになったことや緋一郎がゆめの想い人だとその時になって知り、周囲に呆れられてしまう。

## 用語
天川緋一郎事務所（あまかわひいちろうじむしょ）
その名の通り、緋一郎をトップとする事務所。浄霊・除霊を請け負い、心霊現象に悩む人々が救いを求めて訪れる。ただ緋一郎に抱きしめて貰いたくて来る女性陣も多々訪れる。前作までは物ぐさで所員任せで所長室に引き籠もりの緋一郎を除いても夜行や九竜がいたが、悪霊が倒れたことで夜行は元の図書館に司書として復帰し、8年前に殺された死びとである九竜は成仏して天界に去った。そのため、本作では実質的に事件の対処に奔走するのは羅雪とバイトの大だけ。物ぐさの緋一郎により、既に所員ではないのに夜行にまで仕事が押しつけられる始末である。
ゆめのいた村
1週間に1本しか麓のバス停にバスが来ないド田舎の山奥にある。現代でも50年に1度、密かに人身御供を捧げている。自分達の身内が生贄にされるのは嫌だが、どうでもよい人間は平然と犠牲にする古い人間ばかりが住んでいる。ゆめを生贄にした後、彼女のことは河に流されたことにして誤魔化した。罪悪感は皆無である。
獄界（ごくかい）
闇の気だけが満ちる場所。生者には入り込むことは不可能であり、赤児の魂ならば無事に出入りできる。ここの気が人間界を満たせば、人間はすべて死に絶えて世界は滅びる。
獄界の蝶、天界の蝶
ゆめの体内に宿る存在。黒い蝶（=獄界の蝶）は負の気の塊であり、天界の蝶である白い蝶は高密度の気の塊。
空木家の呪い
空木葵の実家にかけられた呪い。長男が家を継ぐと家族が次々と悲惨な死を遂げると言われ、代々の長男は家を離れて次男以降の男児が家を継いできた。葵の父に相談された生前の天川光一郎に相談して何とかすると答えたが、前作で悪霊に殺される前に対処したのか緋一郎が呪いを解除したのかは不明である。

## 書籍情報
- 潮見知佳 『ゆめの守人』 白泉社〈花とゆめCOMICS〉、全4巻
  1. 2014年12月19日発売 ISBN 978-4-592-21421-2
  2. 2015年6月19日発売 ISBN 978-4-592-21422-9
  3. 2016年1月20日発売 ISBN 978-4-592-21423-6
  4. 2016年5月20日発売 ISBN 978-4-592-21424-3